# 岡山市立妹尾中学校
岡山市立妹尾中学校（おかやましりつ せのおちゅうがっこう）は、岡山県岡山市南区妹尾にある公立中学校。

## 校訓
- 自覚 自発 自省

## 著名な卒業生
- 秋山長造　　　　-政治家
- レツゴ―長作　　-お笑い芸人（レツゴ―三匹）
- 浅越ゴエ　　　　-お笑い芸人（ザ・プラン9）
- 大森うたえもん　-タレント
- 安部孝駿　　　　-陸上競技選手

## 通学区域が隣接している学校
- 岡山市立興除中学校
- 岡山市立福田中学校
- 岡山市立吉備中学校
- 早島町立早島中学校